# 라우리츠 멜시오르
라우리츠 멜키오르(Lauritz Melchior, 1890년 3월 20일 ~ 1973년 3월 19일)는 덴마크의 가수이다.

## 생애
코펜하겐 출신이며 어린 시절에는 코펜하겐 성가대에서 활동했다. 1913년 덴마크 왕립극장에서 루제로 레온카발로의 오페라 《팔리아치》에서 실비도 역할을 맡았다. 1917년에는 빌헬름 헤롤(Vilhelm Herold)에게 사사받으면서 테너 가수가 되었고 1918년에는 리하르트 바그너의 오페라 《탄호이저》에 출연했다. 1922년에는 뮌헨에서 바그너의 창법을 배웠고 1926년에는 미국 뉴욕 메트로폴리탄 오페라 극장에서 바그너 전문 가수로 활약했다.